# Дорн, Карл Август
Карл Август Дорн (нем. Karl August Dohrn, 27 июня 1806, Щецин — 10 мая 1892, Щецин) — немецкий естествоиспытатель, энтомолог, переводчик художественной литературы, предприниматель. Отец немецкого зоолога Антона Дорна (1840—1909). Прадед немецкого дирижёра и композитора Вильгельма Фуртвенглера (1886—1954).
В 1831 году совершил многолетнее путешествие по Европе, Северной Африке и Южной Америке.
В 1837 году Карл Август основал в Щецине первое в Германии и третье в мире энтомологическое общество. С 1843 по 1887 годы он был его председателем и издавал «Entomologische Zeitung». В 1862 году Дорн получил почётную докторскую степень от университета Альбертина в Кёнигсберге. В 1882 году был избран членом Леопольдины. Он отправился в Скандинавию, Средиземноморье, Алжир и Бразилию.
Библиотека специальной литературы, принадлежавшая Дорну, и собрание жуков, одна из самых больших частных коллекций (около 40 000 видов), были подарены музею Щецина, однако во время Второй мировой войны были почти полностью разрушены.

## Семья
Сын, Антон Дорн, ярый сторонник Чарльза Дарвина, стал знаменитым морским зоологом. Второй сын Генрих Вольфган Людвиг Дорн — также стал энтомологом.